# Ibrahim Boubacar Keïta
Ibrahim Boubacar Keïta (Cutiala, 29 de janeiro de 1945 — Bamaco, 16 de janeiro de 2022), também conhecido apenas como IBK, foi um político maliano que serviu como presidente do Mali entre 2013 e 2020, após vencer as eleições presidenciais daquele ano.
No dia 18 de agosto de 2020, após ser preso por militares amotinados, Ibrahim renunciou ao cargo e dissolveu o governo e parlamento maliano.
Anteriormente, durante o regime de Alpha Oumar Konaré, ele ocupou diversos cargos de conselheiro, depois embaixador na Costa do Marfim em 1992, ministro das Relações Exteriores entre 1993 e 1994 e, por fim, serviu como primeiro-ministro entre 1994 e 2000.
Keita morreu em 16 de janeiro de 2022, aos 76 anos de idade, em Bamaco.